# مدرسة شوليش للموسيقى
مدرسة شوليش للموسيقى المعروفة أيضًا باسم شوليش هي إحدى الكليات التأسيسية لجامعة ماكجيل في مونتريال، كيبيك، كندا. تقع في 555، شارع شيربروك غرب. سميت الكلية على اسم المتبرع سيمور شوليش.
تدير مدرسة شوليش للموسيقى بجامعة ماكجيل خمسين برنامجًا مختلفًا في البحث والأداء وتقيم سبع مئةحفلة موسيقية سنويًا.  أكثر من خمسة وثلاثين بالمئة من طلابها دوليين. ما لا يقل عن ثلاثة عشر من الفائزين بجائزة جرامي درسوا في مدرسة شوليش للموسيقى منهم جورج ماسنبرج وإستيلي جوميز وسيربان جينيا وستيفن إبستين وجينيفر جاسوي وبريان لوش، تشيلي جونزاليس وين بتلر ونيك سكواير، ليونارد كوهين وريتشارد كينج وريجين شاساني وبيرت باشاراش.